# Prosoplus woodlarkianus
Prosoplus woodlarkianus är en skalbaggsart som först beskrevs av Xavier Montrouzier 1855.  Prosoplus woodlarkianus ingår i släktet Prosoplus och familjen långhorningar. Inga underarter finns listade i Catalogue of Life.